# عباس‌بلاغی (چایپاره)
عباس‌بلاغی، روستایی است از توابع بخش مرکزی شهرستان چایپاره در استان آذربایجان غربی ایران.

## جمعیت
این روستا در دهستان بسطام قرار داشته و بر اساس سرشماری سال ۱۳۸۵ جمعیت آن ۸۴نفر (۱۹ خانوار) 
بوده است.